# Sankt Johannes Teologens kyrka, Vjalikija Njastanavičyj
Sankt Johannes Teologens kyrka, (belarusiska: Свята-Іаана-Багаслоўская царква; translitteration: Svjata-Ijaana-Bagaslowskaja tsarkva) är en belarusisk-ortodox kyrkobyggnad belägen i byn Vjalikija Njastanavičyj, i distriktet Lahojsk rajon i Minsks voblast, i centrala Belarus.
Kyrkan är helgad åt aposteln Johannes och tillhör Barysaŭ stift i den Belarusisk-ortodoxa kyrkan.

## Historik
På den plats där kyrkan står fanns det tidigare en annan kyrka som förstördes under sovjettiden.
Den nuvarande kyrkan uppfördes 2004 och invigdes i november samma år.

## Kyrkan
Kyrkan är byggd i rysk stil och klocktornet har två våningar.

## Bilder

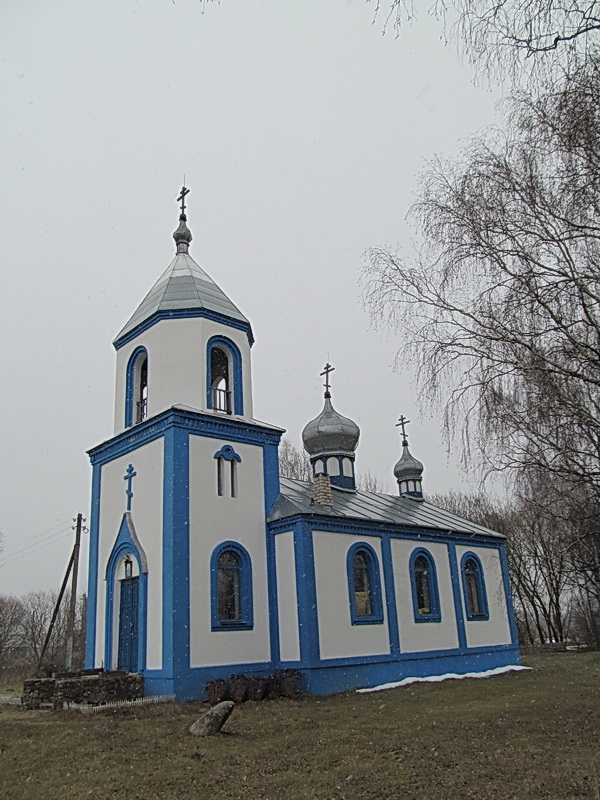
Kyrkans framsida.
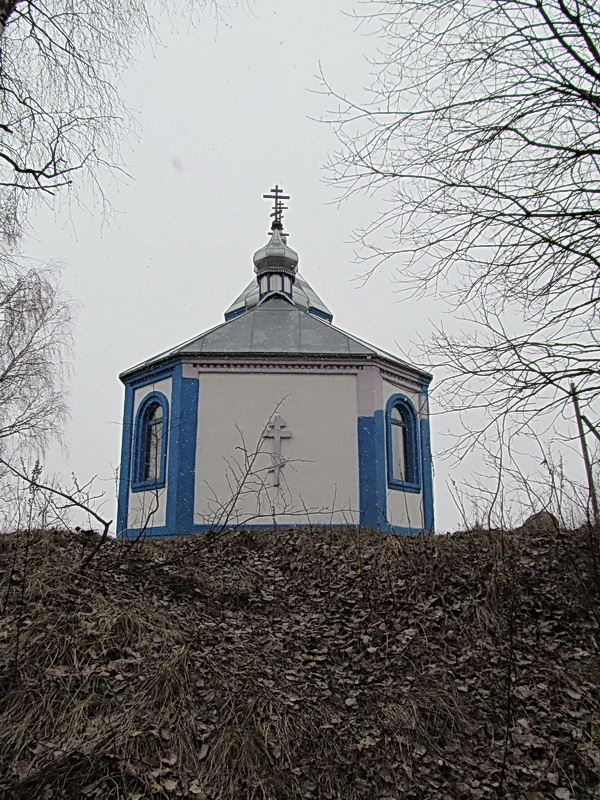
Baksidan.

### Allmänna källor
- Храмы — II Логойское благочиние (pleschenitsyhram.by)